# لورا باركر
لورا باركر (بالإنجليزية: Laura Parker)‏ هي مصورة وفنانة أمريكية، ولدت في 1947.